# Filippo Abbiati

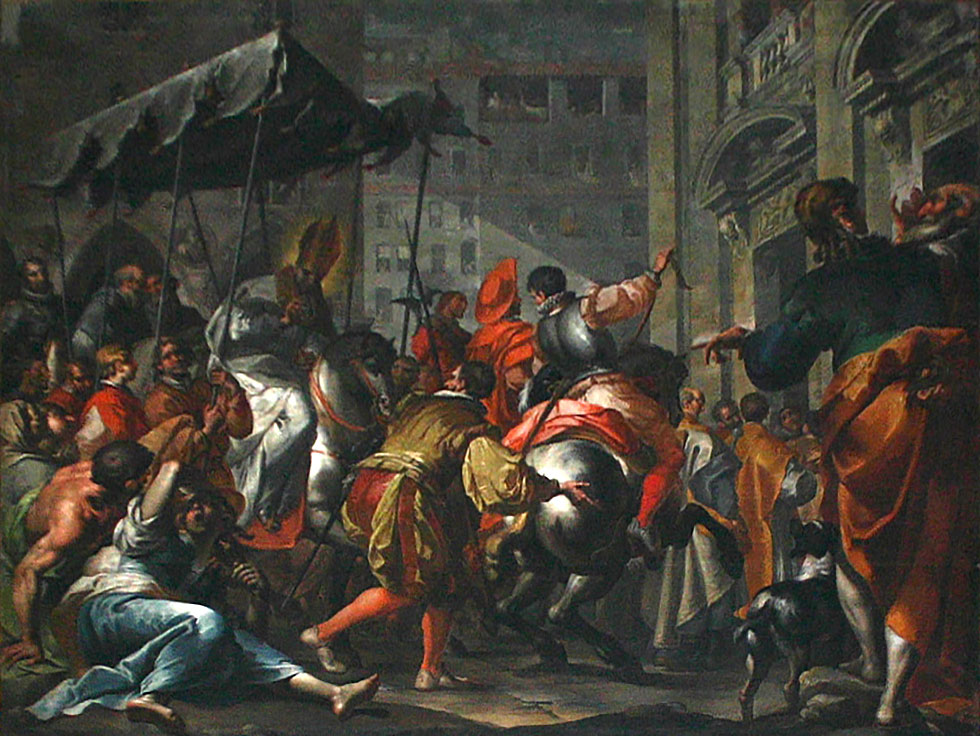
Filippo Abbiati, La entrada Solemne de Carlos Borromeo en Milán, Catedral de Milán.

Filippo Abbiati (1640 en Milán-1715 en Milán) fue un pintor italiano del Barroco, activo en Lombardía y Turín. Nació en Milán, fue discípulo de Antonio Busca y maestro de Alessandro Magnasco. Ticozzi afirma que, junto a Federigo Bianchi, se formó con Carlo Francesco Nuvolone. En colaboración con Bianchi, pintó la cúpula de Sant' Alessandro Martire en Milán. También pintó un San Juan predicando en el desierto para una iglesia de Saronno.